# Adolf Sproeck
Adolf Sproeck (* 5. März 1890 in Berlin; † 25. März 1978 ebenda) war ein sozialdemokratischer deutscher Arbeiteresperantist, Redakteur der Bundeszeitschrift des Deutschen Arbeiter-Esperanto-Bundes, Gründer der ersten Arbeiter-Esperanto-Gruppen in Berlin 1911 und Mitbegründer des Sozialistischen Esperanto-Bundes 1930. Er übersetzte deutschsprachige Liedertexte, Gedichte und andere literarische Werke ins Esperanto und veröffentlichte eigene humoristische Texte in Esperanto. Unter dem Kürzel ASO oder dem Pseudonym EZOKO (Hecht) erschienen seine Rezensionen zur Esperanto-Literatur.
1946 bis 1948 war er Bezirksverordneter der SPD in Berlin-Prenzlauer Berg.

## Familie und Beruf
Adolf Sproeck war Sohn des Schneidermeisters Johann Sproeck und dessen Frau Johanna, geborene Danziger. Er besuchte die Volksschule. Einige Zeit konnte er sich dem 1. Weltkrieg, den er verabscheute, entziehen, musste dann aber doch 1917 als Funksoldat an die Front.
Will man seinem humoristischen Lebenslauf Glauben schenken, so hat er sich erst als Schneider, dann als Zahnarzt versucht, bis er dann das Tapezierhandwerk erlernte.
Fakt ist, dass Sproeck 1925 seine Meisterprüfung als Tapeziermeister ablegte. Davon zeugt das Meisterprüfungs-Zeugnis im Nachlass. Ab 1938 besaß er in Teilhaberschaft eine Tapezier- und Polster-Werkstatt mit Laden in Berlin-Prenzlauer Berg, Gaudystraße 6. Dieses Geschäft war während des gesamten Krieges offen. Zum Kriegsdienst wurde Sproeck im 2. Weltkrieg nicht eingezogen, da er eine jüdische Mutter hatte, was ihm Beschimpfungen und Auseinandersetzungen mit seinem Teilhaber einbrachte.
Nachdem Sproeck 1949 von Prenzlauer Berg nach Wilmersdorf umgezogen war, wurde sein Geschäft1952 aufgelöst, in Treuhandverwaltung übergeben und verkauft. In Berlin-Charlottenburg, Gervinusstraße 8 eröffnete er eine neue Polsterei.
Ab 1965 stand er als Schiedsmann für die Schlichtung von Streitigkeiten zwischen Privatpersonen zur Verfügung.
Adolf Sproeck war verheiratet mit Elfriede Sproeck (1873–1973) und hatte einen Sohn.

## Arbeiteresperantist

### 1907–1914 Esperanto-Kursleiter, Gründer und Vorsitzender der LEUB
Sproeck lernte 1907 Esperanto. In Sachsen, wo er sich aus beruflichen Gründen aufhielt, leitete er seinen ersten Esperanto-Kurs. Aus den von ihm 1911 in Berlin geführten Esperanto-Kursen, gingen die ersten Arbeiter-Esperanto-Gruppen in der Stadt hervor (Zentrum, Moabit und Rixdorf), die am 11. August 1911 die Arbeiter-Esperanto-Vereinigung Berlin (Laborista Esperanto-Unuiĝo Berlino – LEUB) gründeten, deren Vorsitzender Sproeck war. Die LEUB schloss sich bald nach der Gründung dem Deutschen Arbeiter-Esperanto-Bund an, einer Kulturorganisation im Umfeld der SPD. Mitglied der SPD wurde Sproeck 1912.
In dieser Zeit befürwortete er ein Zusammengehen mit den bürgerlichen Esperanto-Gruppen.
1912 wurde der Esperanto-Verband Groß-Berlin gebildet, dem sich auch die Arbeiter-Esperanto-Gruppen anschlossen. Adolf Sproeck begründete das in der Bundeszeitschrift damit, dass man die Kursleiter benötige. Er nannte auch die Bedingungen für den Zusammenschluss. 1. Die Propaganda der einzelnen Gruppen des Verbandes ist wirklich selbstständig. 2. Für die Verbandszusammenkünfte müssen Orte gewählt werden, die für Arbeiter zugänglich sind. 3. Unterlassung jeglicher monarchistischen Manifestationen (wie Kaisertelegramme, offizielle Teilnahme an patriotischen Festen und anderes).

### 1914–1918 Verfechter einer „reinen Arbeiterorganisation“, Redakteur der ZeitschriftLa Rondiranto
Mit dem Beginn des Ersten Weltkrieges änderte er seine Haltung. In der Zeitschrift La Rondiranto reagierte er 1917 auf eine Artikelserie von Theodor Richter, in der dieser als Arbeiteresperantist den Bund mit den bürgerlichen Esperantisten in Berlin verteidigte und dafür plädierte, ihn nach dem Kriege fortzuführen.
Sproeck hebt in seiner Replik „die Neigung der Bürgerlichen zum Nationalismus“ hervor und mahnt, nicht zu vergessen, dass „wir Sozialdemokraten sind“ und „es unser Ziel ist, Esperanto in der Arbeiterschaft zu verbreiten.“ „Das können wir am besten machen, wenn wir eine reine Arbeiter-Organisation sind und bleiben, ohne irgendeinen Zusammenschluss mit den Bürgerlichen.“
In einem weiteren Beitrag schilderte Sproeck ein Erlebnis, das er am 30. Juli 1914 bei einem Esperantistentreffen auf der Terrasse des Gartenrestaurants In den Zelten hatte, als Auslöser für seine Meinungsänderung. Ausländische Teilnehmer des Treffens waren auf der Durchreise zum Esperanto-Weltkongress nach Paris, erfuhren nun aber, dass sich Deutschland im Kriegszustand befindet und sie schleunigst das Land verlassen müssen. Im Garten wurden patriotische Lieder intoniert und Sproeck meinte, „seinen Ohren nicht zu trauen“, als Esperantisten mitsangen Lieb Vaterland magst ruhig sein.
Sproeck schreibt empört: „Es störte sie nicht die Anwesenheit der Ausländer. Es störten sie nicht die Russen, die möglichen Feinde von morgen. Sie sangen und sangen. Adieu Esperantismus!“ Sproeck vermerkt weiter: „Die anwesenden Arbeiteresperantisten protestierten gegen diese chauvinistische Handlung und verließen das Restaurant. An diesem Tag zweifelten unsere Genossen zum ersten Mal an der Möglichkeit einer weiteren gemeinsamen Arbeit mit den bürgerlichen Gruppen.“ Tatsächlich wird es solch einen organisatorischen Zusammenschluss von Arbeiteresperantisten und bürgerlichen Esperantisten wie vor dem Krieg nach 1918 nicht mehr geben.
Die Zeitschrift La Rondiranto (Der Rundgänger), deren Redakteur Sproeck war, erschien während des Ersten Weltkrieges in Berlin mit originalen und übersetzten Esperanto-Beiträgen von Arbeiteresperantisten. Von dieser handgeschriebenen, eigenhändig mit Tinte illustrierten, beschnittenen und geklebten Zeitschrift fanden sich in Sproecks Nachlass 6 Hefte aus den Jahren 1916 bis 1917 und Artikel für ein Heft von 1919. Wie es der Name nahelegt, wurde die Zeitschrift nicht vervielfältigt, sondern von Hand zu Hand weitergegeben. Adolf Sproeck, Theodor Richter, Willy Nötzold, Reinhold Grabsch. Joh. Burda, F. Wiesender. Robert Schäfer und Theodor Müller verfassten bzw. übersetzten Aufsätze, Berichte, Gedichte, Satiren, Erzählungen, Scherze und Rätsel. Willy Nötzold zeichnete die Illustrationen. Diese Zeitschrift vermittelt ein authentisches Bild davon, wie diese Arbeiteresperantisten das Leben und die Ereignisse im Krieg sahen. Gemeinsam ist ihnen die Abscheu vor dem Krieg, die Sehnsucht nach Frieden und nach einer gerechteren Welt.
Sproeck veröffentlichte in der Zeitschrift eine Artikelserie zur Geschichte der LEUB mit seinen Erinnerungen an den umstrittenen Gründer von Arbeiter-Esperanto-Gruppen Leopold Schlaf, an erste Esperanto-Kurse und Gruppen für Arbeiter in Berlin, die Gründung der LEUB und des Esperanto-Verbands Groß-Berlin sowie dem Verhältnis zu den bürgerlichen Esperanto-Gruppen, weiterhin seine Antwort auf die Artikel Theodor Richters über das Verhältnis zu den bürgerlichen Esperantisten, die Esperanto-Übersetzung der Gedichte Die Lotosblume und Belsazar von Heinrich Heine und ein eigenes Gedicht in Esperanto Revo (Ein Traum), in dem er ein Ende des Blutvergießens und der Kulturzerstörung herbeisehnt, Frieden und ein brüderliches Zusammenleben der Nationen. Im Heft VII (Mai 1917) kündigte er an, dass er wegen seiner Einberufung die Herausgabe des Rondiranto nicht fortsetzen kann.
Für ein Nachkriegsheft schrieb er den Beitrag Estu ni fratoj! (Seien wir Brüder!). Pathetisch schreibt er: „Wir wollen die Brüderlichkeit unter den Völkern propagieren und verwirklichen… Wer zu uns Arbeiter-Esperantisten kommt, sollte erkennen, dass die innere Idee des Esperanto die Liebe zu jeglichem menschlichen Wesen ist“.
Interessanterweise spielen Zamenhofs innere Idee des Esperanto und der Text der Esperanto-Hymne mit seinen Gedanken der Völkerversöhnung in dieser Arbeiteresperantisten-Zeitschrift eine wichtige Rolle.

### 1922–1927 Redakteur der Bundeszeitschrift des DAEB, Herausgeber eines Liederbuchs des DAEB
1922 wurde Sproeck Redakteur der Bundeszeitschrift des DAEB Der Arbeiter-Esperantist. In der Ausgabe 7/1922 schreibt er Zum Geleit „Ein neuer Name – ein neuer Inhalt.“ Und kündigt an, dass die Zeitschrift „dreierlei bringen“ wird: „Mitteilungen der Bundesinstanzen und der Gruppen… Artikel von propagandistischem Wert, auch Anregungen für die Gruppen… Übungen für Anfänger und Abhandlungen über sprachliche Fragen. Für diesen letzten Teil kommen auch kurze Artikel oder Übersetzungen in Esperanto in Frage.“ Das war sein ambitioniertes Programm, und er forderte, was seiner Meinung nach bisher gefehlt hatte, die Mitarbeit anderer. Auf den folgenden Bundestagen wird er damit als Redakteur mehrmals wiedergewählt.
Einige Leitartikel zu grundsätzlichen Fragen verfasste Sproeck selbst, so 1924 über die „sogenannte“ innere Idee des Esperanto. Er erläutert, dass die innere Idee des Esperanto, das heißt die Überzeugung, mit der Verbreitung des Esperanto unmittelbar Frieden und Verständigung zu fördern, für Zamenhof und die frühen Esperantisten eine wichtige Motivation war und ihren Zusammenhalt förderte, dass sich aber mehr und mehr die Erkenntnis verbreitete, dass Esperanto ein Mittel ist, das sich für viele Zwecke verwenden lässt bis hin zum Nationalismus. So kommt es dazu, „dass auch die Arbeiter, die internationalen Sozialisten, Kommunisten und Anarchisten, Esperanto für ihre Ziele gebrauchen wollen und dementsprechend eigene Organisationen und eigene Zeitungen gründen.“
Unter dem Titel „Nie wieder Völkermorden“ erinnerte er an den Ausbruch des Ersten Weltkrieges und machte die Profitgier des Kapitalismus und die „überall gezüchtete Militärkaste“ für den Krieg verantwortlich, wobei er einen neuen noch schrecklicheren Krieg befürchtet, begünstigt durch die Sprachbarrieren. Eine gemeinsame Sprache der Proletarier hält er für wichtig, damit die Internationale nicht nur „ein Bund der Führer“ bleibt.
1926 äußerte er sich zu den Beziehungen zwischen Arbeiter-Esperantobewegung und politischer Arbeiterbewegung. Er stellt mit Bedauern fest, dass die politischen Organisationen nicht nur die Esperanto-Bewegung, sondern auch andere Kulturbewegungen „nur notgedrungen anerkennen“, es an tatkräftiger Unterstützung fehlen lassen. Er meint: „Es wird eben verkannt, welch ungeheuer große Rolle Bildungsbestrebungen in der Arbeiterbewegung spielen.“ Er kennzeichnet die Arbeiter-Esperantobewegung als „eine Kulturbewegung, der Beitritt zu ihr ist unabhängig von einem Parteistandpunkt“, und er fordert dazu auf, die unterschiedlichen Fraktionen als eine Chance zu sehen, „um uns über die Ansichten der andersdenken Genossen zu unterrichten.“
Neben den Leitartikeln las man von Sproeck auch Beiträge zu Sprache und Unterricht. Auch Gedichte von ihm erschienen.
1926 stellte Sproeck ein Liederbuch des Arbeiter-Esperanto-Bundes zusammen, für das er Arbeiter- und Kampflieder, Lieder der Freidenker und Volkslieder übersetzt von verschiedenen Autoren, auswählte. Einige Lieder hat er selbst übersetzt. Das Vorwort beginnt er mit den Worten „Delonge atendita, delonge sopirita.“ (Seit langem erwartet, seit langem ersehnt.) und erklärt, dass die Liederbücher der bürgerlichen Verlage nicht befriedigen können, da die Kampflieder und Lieder für die Jüngeren fehlen und im Liederbuch, das SAT herausgegeben hat, viele Lieder den deutschsprachigen Genossinnen und Genossen nicht bekannt sind. Das Liederbuch erschien in 3 Auflagen.
1927 endete seine Redakteurstätigkeit wegen Auseinandersetzungen um einen Beitrag, dessen Erscheinen einige Vorstandsmitglieder des DAEB verhindern wollten.

### 1929–1945 Gründer des SEB und Redakteur der Beiträge fürLa Socialisto
Sproeck verließ den DAEB, weil er eine zunehmend kommunistische Orientierung des Bundes wahrnahm und gründete 1929 die Freie Arbeiter-Esperantisten-Vereinigung Berlins.
1930 gehörte er zu den Mitbegründern des Sozialistischen Esperanto-Bundes. Er wurde bei der Gründungsversammlung zu Pfingsten 1930 in Berlin zum Redakteur der Bundeszeitschrift Sciigilo gewählt, die dann aber nicht herausgegeben wurde. Stattdessen wurde die Bundeszeitschrift des Österreichischen Arbeiter-Esperanto-Bundes (Aŭstria Laborista Ligo de Esperantistoj – ALLE) La Socialisto auch offizielles Organ des SEB, so dass Adolf Sproeck im Kontakt zum Sekretär von ALLE Franz Jonas (1899–1974), der auch seit 1929 Redakteur von La Socialisto war, Beiträge aus Deutschland lieferte.
Auch in La Socialisto veröffentlichte er eigene Beiträge, so z. B. 1932 zu Abrüstung und Esperanto.

Zur Rolle des Esperanto hält er fest: 
„Es ist nur ein Mittel. Der Gedanke ist utopisch, dass die internationale Sprache Kriege unmöglich macht. Aber sie kann Kriege unpopulär machen. Sie kann die Angehörigen der verschiedenen Länder so nahe bringen, dass alle Behauptungen von Hass und Feindschaft versinken und vergehen, dass Kriegslügen unmöglich werden, dass über den Völkern eine Atmosphäre der Freundschaft entsteht als Gegenmittel gegen alle Verseuchung mit dem Gift des Völkerhasses.“ Er schlussfolgert: „Je mehr wir sorgen für die Ausbreitung der internationalen Sprache, um so mehr dienen wir der Idee der Völkerverständigung – letzten Endes der Abrüstung.“
Sproeck blieb Mitglied von SAT (Mitgliedsnummer 866), obwohl er die Organisationsform – die ausnahmslose individuelle Mitgliedschaft – ablehnte, weil seiner Meinung nach dadurch viele Mitglieder, die nicht zu den Kongressen fahren können auch nicht an den Entscheidungen teilhaben können.
Als der SEB sich 1933 auflöste, da ihm das Verbot drohte, wurde Sproecks öffentliches Wirken für die Esperanto-Bewegung bis 1945 unterbrochen.

## Bezirksverordneter in Berlin-Prenzlauer Berg
Bald nach Kriegsende betätigte sich Sproeck wieder in der Esperanto-Bewegung und in der SPD.

In dem Text Auf der Plattform der Demokratie vom Dezember 1945 resümierte er: 
„Wenn wir uns umsehen, müssen wir feststellen, dass die Demokratie in Deutschland noch gar keine Plattform hat, dass sie noch nicht mehr als ein Wunschtraum ist. Ein Traum allerdings, dessen Verwirklichung wir aufs Sehnlichste erstreben.“
Von den Parteien in der Sowjetischen Besatzungszone ist für ihn die SPD die einzige, die „ja schon immer demokratisch war“ und er verlangt: „Wahlen auf demokratischer Grundlage“ und „eine Regierung, die entsprechend dem Wahlergebnis zusammengesetzt ist, die genügend Macht und Autorität hat, um Berlin nach den Grundsätzen der Demokratie regieren zu können.“
Nach den Wahlen im Oktober 1946 wurde er einer der 21 Bezirksverordneten der SPD in der ersten Nachkriegs-BVV des Bezirks Berlin-Prenzlauer Berg. Die BVV tagte ab 17. Dezember jeweils zweimal im Monat bis Herbst 1948. Allerdings wurde die Situation in Ost-Berlin für die SPD zunehmend schwieriger. Die von der BVV gewählte Bürgermeisterin Ella Kay (SPD) wurde am 18. Dezember 1947 durch die Sowjetische Militäradministration ihres Amtes enthoben, im November 1948 musste auch ihr Nachfolger Kurt Exner (SPD) seinen Platz räumen, und für Sproeck endete im Herbst 1948 seine Zeit als Bezirksverordneter, denn in Ost-Berlin fanden nach der Spaltung Berlins erstmal keine Wahlen zu Bezirksverordnetenversammlungen mehr statt.
Sproeck verließ 1949 den Stadtbezirk Prenzlauer Berg, wo er viele Jahre gewohnt hatte (Choriner Straße 45) und zog nach Wilmersdorf (Am Volkspark 85).

## Im Deutschen Esperanto-Bund
1949 war auch das Jahr, in dem am 12. Januar das Esperanto-Organisations- und Publikationsverbot in der Sowjetischen Besatzungszone verkündet wurde und das Jahr, in dem am 3. Juli die Esperanto-Liga Berlin (ELB) in Neukölln gegründet wurde.

Sproeck war schon 1946 in der Arbeitsgemeinschaft sozialdemokratischer Esperantisten in der SPD aktiv. Auf Anraten der SPD bildete sich aber keine gesonderte sozialdemokratische Esperanto-Organisation. Dass die Arbeiteresperantisten nicht wieder ihren Bund gründeten, erklärte Sproeck so: 
„Nach meiner Meinung ist die Esperanto-Bewegung eine Kulturbewegung, die sich nicht aufteilen sollte nach Parteien und Tendenzen.“
1948 trat Sproeck in den Deutschen Esperanto-Bund ein und 1949 in die neu gegründete Esperanto-Liga Berlin (ELB), deren Vorsitzender er 1950 wurde. Im folgenden Jahr 1951 wurde die ELB der Landesverband Berlin des Deutschen Esperanto-Bundes.

Als für den Deutschen Esperanto-Kongress 1955 die Entscheidung über den Anschluss des DEB an den Esperanto-Weltbund (UEA) angekündigt wurde, protestierte ein Teil der ehemaligen Arbeiteresperantisten dagegen, weil der DEB dann nicht mehr neutral sein würde gegenüber den internationalen Organisationen UEA und SAT. Sproeck rief dazu auf, dem Anschluss zuzustimmen.
„Es war immer mein Traum“, schreibt er, „dass ein Esperantist, der einer Ortsgruppe beitritt, damit gleichzeitig Mitglied der Bezirksvereinigung, des Landesverbandes und der internationalen Organisation wird. Dieser Traum realisiert sich jetzt, wenn der DEB sich UEA anschließt."
Er erläutert: „…UEA ist international, SAT nationslos. Faktisch sind die zwei Organisationen nicht vergleichbar. UEA ist eine internationale Organisation zur Propaganda des Esperanto. SAT ist eine nationslose Organisation zur Anwendung des Esperanto. SAT überlässt die Propaganda den Landesverbänden… UEA… ist eine Dachorganisation der Welt-Esperanto-Bewegung. Ihr Ziel ist es, ihren Einfluss bei internationalen Vereinigungen zu nutzen, um bei ihnen eine positive Haltung gegenüber dem Esperanto zu erreichen… UEA ist weder tendenziell noch etwa arbeiterfeindlich.“ Er hebt noch den Erfolg von UEA bei der UNESCO hervor.
Der DEB wird 1955 Landesverband der UEA. Für Sproeck ist es kein Problem gleichzeitig Mitglied bei UEA und SAT zu sein, ein kleinerer Teil der Arbeiteresperantisten aber trat aus dem DEB aus und gründete den Freien Esperanto-Bund für die deutschen Sprachgebiete.

Der 38. Deutsche Esperanto-Kongress wurde 1960 nach Berlin-Neukölln eingeladen. Als Vorsitzender des Örtlichen Kongresskomitees hatte Sproeck großen Anteil am Gelingen. Unter der Schirmherrschaft des Präsidenten des Abgeordnetenhauses Willy Henneberg (1898–1961) fand er im Juni hauptsächlich in den Berliner Kindl-Festsälen, Hermannstraße 217–219 statt. Zum Ehrenkomitee gehörten u. a. Kurt Exner, Senator für Arbeit und Sozialwesen und Gerhard Lasson, Bezirksbürgermeister von Neukölln. In dem Dank an Adolf Sproeck und Hertha Franck (Fachdelegierte von UEA für Tourismus) für ihr Engagement heißt es zum Kongress:
„Der größte Erfolg scheint mir darin zu liegen, dass er eine einzigartige Gelegenheit für „grenzüberschreitende Begegnungen“ war.“
Auf die Ost-West-Beziehungen wurde in der ELB großer Wert gelegt. Zum Kongress 1960 gab es Führungen für Kongressteilnehmer in West- und Ost-Berlin. Die aktive Esperanto-Jugendgruppe der SPD-Jugendorganisation Die Falken war an der Organisation von Interzonentreffen beteiligt, z. B. 1956 im Jugendheim Lessinghöhe in Neukölln. Obwohl nur in den Westsektoren Berlins zugelassen, hatte die ELB auch Mitglieder in Ost-Berlin noch bis in die 1970er Jahre.
Auch Adolf Sproeck pflegte seine Beziehungen zu früheren Arbeiteresperantisten in Ost-Berlin, z. B. zu Hans Manske. Sogar Rudi Graetz, der 1965 der erste Vorsitzende des Zentralen Arbeitskreises Esperanto im Deutschen Kulturbund wurde, unterschrieb Grußkarten an Sproeck.
Sproeck stand mehr als 20 Jahre bis 1971 an der Spitze der ELB. Es war die Zeit, in der unter anderen der Esperanto-Poet Karl Vanselow (1877–1959), der Regisseur und Esperanto-Schriftsteller Jan Fethke (1903–1980) und der Leiter der Buchhandlung im Maison de France und Esperanto-Schriftsteller Louis Beaucaire (1925–1983) für ein kreatives kulturell-künstlerisches Klima in der ELB sorgten. Auch Sproeck betätigte sich ja als Übersetzer, Rezensent und Poet
Er war auch stets als Esperanto-Kursleiter tätig und wurde 1953 durch das Deutsche Esperanto-Institut in die Prüfungskommission berufen.
In den späten 1960er Jahren war er Vorsitzender des Beirats des DEB und leitete die Bundesversammlungen. In dieser Zeit machte sein Ausspruch „Stimmenthaltungen schätze ich nicht.“ die Runde.
Ein Höhepunkt dieser Zeit war der Erste Gemeinsame Deutsch-Französische Esperanto-Kongress 1969 in Straßburg. Sproeck äußerte sich in einigen Veröffentlichungen zum Prozess der europäischen Einigung, den er begrüßte, aber mit dem Blick auf das Esperanto anmahnte, dass sich die Völker und nicht nur eine Handvoll Privilegierter verständigen müssen.

## Der Rezensent und Übersetzer
Dass der Handwerksmeister Adolf Sproeck, der ja hauptberuflich bis ins hohe Alter seine Polsterei betrieb, sich durch Esperanto einen Zugang zur nationalen und internationalen Kultur verschaffte, wird an seinen Rezensionen und Übersetzungen erkennbar.
Von 1959 bis 1969 veröffentlichte er in der Germana Esperanto-Revuo 76 Rezensionen zur originalen Esperanto-Literatur bzw. zu literarischen Übersetzungen ins Esperanto unter dem Kürzel ASO und weitere Rezensionen im Heroldo de Esperanto unter dem Pseudonym EZOKO (Hecht). In dem Kürzel ASO sind einerseits die Anfangsbuchstaben von Adolf und Sproeck zu finden, andererseits bedeutet das Wort la aso – das Ass. Das ist eines seiner beliebten Wortspiele.
Er rezensierte beispielsweise Esperanto-Übersetzungen von William Shakespeares Othello, Jean-Paul Sartres Der Ekel, Kahlil Gibrans Der Prophet und Eliza Orzeszkowas Marta, aber auch Original-Werke unter anderen der Esperanto-Schriftstellerinnen und -Schriftsteller Marjorie Boulton, William Auld, Jean Forge (Jan Fethke), Emba (Imre Baranyai), Edwin de Kock und Zora Heide.

In seinem Essay Aus der Werkstatt des Poeten bekennt Sproeck, dass er, kaum dass er etwas Esperanto beherrschte, mit dem Schreiben von vielstrophigen Gedichten begann, und meint: „Glücklicherweise hatte ich nicht die Courage, sie irgendwelchen Redaktionen vorzustellen.“ Tatsächlich entstand die älteste literarische Übersetzung Sproecks, die sich in seinem Nachlass findet, die Ballade Belsazar von Heinrich Heine, im Jahr 1907, dem Jahr, in dem Sproeck begann, Esperanto zu lernen.
„Beim Übersetzen ist es unerlässlich, auf das Original zu achten. Man muss es noch einmal erschaffen, im selben ‚Geschmack‘. Um zum Beispiel einen technischen Artikel zu übersetzen, braucht es nur ein korrektes Esperanto. Um ein Werk der schönen Literatur zu übersetzen, muss man auch die Seele des Originals auferstehen lassen… Die Lösung bringt nur eine gute Kenntnis des Originals (Durchleuchte es bis zum Grund!), eigene Sprachkenntnis und … Intuition.“
Sproeck veröffentlichte in einigen Esperanto-Zeitschriften literarische Übersetzungen, beispielsweise von Gedichten und Liedern von Heinrich Heine, Robert T. Odeman (1904–1985) und Bertolt Brecht (1898–1956).
Unveröffentlicht sind viele Gedichte von Wilhelm Busch (1832–1908) und Erich Kästner (1899–1974), die er übersetzte und bei Esperanto-Veranstaltungen vortrug. Im Zusammenhang damit hatte er brieflichen Kontakt zu Erich Kästner.
Wilhelm Herrmann (1901–1968), Vorsitzender des Deutschen Esperanto-Bundes 1953–1958 und 1961–1967, plante in den 1960er Jahren die Herausgabe einer Anthologie deutscher Literatur in Esperanto. In die Vorbereitungsarbeiten war auch Adolf Sproeck einbezogen. Er übersetzte Texte aus der klassischen deutschen Literatur dafür und erhielt hierdurch wohl auch die Anregung, den Faust von Goethe zu übersetzen und die Dreigroschenoper von Brecht.
Das Projekt wurde wegen des Todes von Wilhelm Herrmann nicht weitergeführt. 1985 gab dann der DEB einen Band Germana Antologio (Deutsche Anthologie) heraus, der Dichtungen aus der deutschen Literatur bis 1700 enthält in der Übersetzung von Wilhelm Herrmann und Helmut Rössler. Adolf Sproeck wird im Vorwort erwähnt. Weitere Teile der Germana Antologio erschienen bislang nicht. Im Nachlass gibt es Texte für diese Anthologie und eine Mini-Anthologie.

## Der Humorist
Humoristische Verse und Erzählungen veröffentlichte Sproeck ab den 1950er Jahren in verschiedenen Esperanto-Zeitschriften.
Eine Serie seiner kleinen satirisch-ironischen Schlaglichter zu aktuellen Ereignissen in der Esperanto-Welt erschien 1964 bis 1966 unter dem Titel Speguleto (Spiegelchen) in der Germana Esperanto-Revuo.
1968 gab Torben Kehlet (1941–2001) in Kopenhagen eine Sammlung von Sproecks Sketchen, Geschichten, Scherzen, Wortspielen, Sonetten, Limericks, Haikus, Schnaderhüpferln und humoristischen Gedichten unter dem Titel La skurila libro heraus. Sproeck erläutert im Prolog, dass sich im Buch Humoristisches in den drei Bedeutungen des Wortes skurril – burlesk, gewöhnlich und unschicklich – wiederfindet.

Obwohl ihm einiges im Buch nicht zusagt, attestiert der Redakteur Joseph Ferdinand Berger (1894–1976) Sproeck in seiner Rezension, dass seine humoristischen Texte beim Publikum ankommen., dass sie kurzweilig und unterhaltsam sind. Er charakterisiert den Stil einiger Gedichte als heineschen Stil und erklärt: 
„Ich behaupte, dass er derzeit der beste Übersetzer von deutscher Poesie ins Esperanto ist.“
Ganz anders sieht das der Rezensent Dermod Quirke. Für seinen „englischen Geschmack ist der schwere deutsche Humor etwas ermüdend“, einige Beiträge „etwas naiv“ und Sproeck ein „nicht sehr talentierter Poet“.

## Ehrungen
- Ehrenzeichen des DEB 1961
- Ehrenmitglied der ELB 1971

## Nachlass
Nach dem Tod von Adolf Sproeck 1978 suchten Ina (geb. 1944) und Hermann Tautorat (1944–1996) seinen Sohn auf und erhielten von ihm einen Teil des Nachlasses für die Sammlung der Esperanto-Liga Berlin (heute Esperanto-Liga Berlin-Brandenburg). Damit haben sie wichtige Dokumente gesichert, deren Wert sie kannten, denn beide waren seit den 1970er Jahren in der Esperanto-Liga Berlin aktiv, kannten Adolf Sproeck und sein Wirken in der Esperanto-Bewegung und standen in seiner Nachfolge – Hermann Tautorat als erfolgreicher Esperanto-Kursleiter und Ina Tautorat als Vorsitzende der Esperanto-Liga Berlin 1977–1991.
Einer größeren Öffentlichkeit wurde ein Teil der Dokumente 2011 in der Ausstellung Adolf Sproeck (1890–1978) – Handwerksmeister, Bezirksparlamentarier und Esperanto-Poet aus dem Prenzlauer Berg im Kulturhaus danziger50 vorgestellt.
Der Nachlass umfasst persönliche Dokumente wie das Meisterprüfungs-Zeugnis von 1925, Fotos, Materialien wie die Programme des Deutschen Esperanto-Kongresses von 1960 in Berlin und des Ersten Französisch-Deutschen Esperanto-Kongresses in Straßburg 1969, Zeitschriften, z. B. Sennaciulo, Okcidentgermana Esperanto-Revuo, Germana Esperanto-Revuo, eine Sammlung von Zeitungsausschnitten der Veröffentlichungen Sproecks, die Korrespondenz mit Verlegern, Redakteuren, Autoren und Esperantisten, zum Beispiel mit Torben Kehlet, Ferenc Szilágyi (1895–1967), Chefredakteur der Literaturzeitschrift Norda Prismo, Richard Reuchlin (1928–2006), Redakteur der Zeitschrift Germana Esperanto-Revuo (1961–1973), Joseph Ferdinand Berger (1894–1976), Redakteur der Zeitschrift Heroldo de Esperanto, Zora Heide, Jaroslav Šustr (1901–1969), Wilhelm Herrmann, Ludwig Pickel (1922–1978). Zum Nachlass gehören weiterhin die maschinenschriftlichen Manuskripte seiner Übersetzungen, unter anderem der Gedichte Wilhelm Buschs, Erich Kästners, Heinrich Heines, der Dreigroschenoper von Bertolt Brecht, des Faust I und II von Johann Wolfgang von Goethe, des Faust III (Faust-Parodie) von Friedrich Theodor Vischer.

## Erinnerung an Adolf Sproeck
- Juni 2011 Ausstellung des Kulturvereins Prenzlauer Berg e.V. im Kulturhaus danziger50 anlässlich der Gründung des Deutschen Arbeiter-Esperanto-Bundes vor 100 Jahren: Adolf Sproeck 1890–1978 – Handwerksmeister, Bezirksparlamentarier und Esperanto-Poet. (Ausstellungsautor: Fritz Wollenberg)
- 26. Juni 2011 Historisch-biografische Veranstaltung zur Ausstellungseröffnung

Moderation und Einführung: Fritz Wollenberg
Beiträge: Thilo Schwarz-Schlüßler Vorsitzender des Kulturvereins: Begrüßungsansprache / Ina Tautorat, Vorsitzende der Esperanto-Liga Berlin 1977–1991: Sproeck und sein Wirken in der ELB / Detlev Blanke, Vorsitzender der Gesellschaft für Interlinguistik: Sproeck, die EU, Ihre Sprachenpolitik und das Esperanto / Rudolf Fischer, Vorsitzender des DEB: Die Sonnenberger Leitsätze des DEB, Möglichkeiten und Grenzen der Verwendung des Esperanto in der EU / Felix Zesch, Vorsitzender des Esperanto-Verbands Berlin-Brandenburg: Sproeck, der Deutsche Esperanto-Kongress 1960 in Berlin-Neukölln ein Jahr vor dem Mauerbau und die Vorbereitungen für den Polnisch-Deutsch-Dänischen Esperanto-Kongress 2012 in Berlin-Lichtenberg / Wolfgang Schwarz, Dresden: Wie können wertvolle Archivalien wie die zu Sproeck in Berlin oder die zu Heinrich Arnhold in Dresden gesichert werden?
Grußschreiben sandten die Historiker Siegfried Heimann, Vorsitzender der Historischen Kommission der Berliner SPD und Ulrich Lins, Verfasser des Buchs Die gefährliche Sprache.
Siegfried Heimann: „Ich wünsche Ihrer Veranstaltung zu Ehren eines bedeutenden Sozialdemokraten viel Erfolg.“
Ulrich Lins: „Er ist mir wegen seiner unvermeidlichen Fliege in Erinnerung geblieben, mehr noch aber wegen seiner unverhohlenen Abneigung gegen Stimmenthaltungen… Uns junge Aktive ärgerte er – schon vor 1968 – mit dieser autoritär erscheinenden Haltung sehr. Ich erinnere mich allerdings auch an seine Gelassenheit und seinen Berliner Humor.“
Künstlerische Beiträge: Ulrich Wilke, Peter Kühnel und Peter Bäß trugen Lieder aus dem von Sproeck zusammengestellten Liederbuch des DAEB vor, Gitarrenbegleitung: Peter Bäß, / Hartmut Mittag präsentierte Melodien mit Bezug auf Sproecks Wirken auf der Ziehharmonika und der Blockflöte / Wenjamin Rosenberg deklamierte das von Sproeck übersetzte Lied Tord Foleson von Per Sivle.

## Veröffentlichungen

### Beiträge in Zeitschriften
- Socialistaj kaj burĝaj Esperantistoj. In: Antaŭen 2/1912, S. 10.
- Pri kritika ĉirkaŭrigardo okaze de la jarfino. In: Antaŭen 1/1914, S. 6.
- El la historio de nia Unuiĝo I Unua propagando. In: La Rondiranto Nr. 3, Mai 1916, S. 39–43.
- El la historio de nia Unuiĝo II Leopold Schlaf. In: La Rondiranto Nr. 4, August 1916, S. 57–61.
- El la historio de nia Unuiĝo III La ligo kun la Burĝoj. In: La Rondiranto Nr. 5, Oktober 1916, S. 79–82.
- Ni kaj la Burĝoj. Respondo al kdo. Richter. In: La Rondiranto Nr. 6, Januar 1917, S. 99–106.
- Karaj rondanoj. In: La Rondiranto Nr. 7, Mai 1917.
- El la historio de nia Unuiĝo IV Malgranda epizodo. In: La Rondiranto Nr. 7, Mai 1917, S. 125–127.
- Estu ni fratoj! In: La Rondiranto Nr. 8, Juli 1919.
- Pri la demando de la laborunuiĝo, In: Cirkulero anstataŭ Antaŭen, Sept./ Okt. 1918.
- Zum Geleit. Der Arbeiter-Esperantist 7/1922, S. 1.
- Die wirtschaftlichen Verhältnisse und unsere Bewegung. In Der Arbeiter-Esperantist 2/1923, S. 6.
- Unser Weg. In: Der Arbeiter-Esperantist 3/1923.
- Lernt Esperanto! In: Der Arbeiter-Esperantist 9/1923, S. 1.
- Aus der Geschichte des Arbeiter-Esperanto-Bundes. In: Festgazeto por la Va Asocia Tago de la Laborista Esperanto-Asocio Germanlingva. Franz Leuschner (Hrsg.), Chemnitz 1924, S. 6–7.
- Über die sogenannte „innere Idee“ des Esperanto. In: Der Arbeiter-Esperantist, 7/1924, S. 1–2.
- Nie wieder Völkermorden! In: Der Arbeiter-Esperantist, 8/1924, S. 1.
- Über guten und schlechten Stil. In: Der Arbeiter-Esperantist, 1/1925.
- Unterricht nach der direkten Methode I – III. In: Der Arbeiter-Esperantist 8/1925, S. 63, 9/1925, S. 70 und 10/1925, S. 79.
- Die Arbeiter-Esperantobewegung und ihre Stellung zur politischen Arbeiterbewegung. In: Der Arbeiter-Esperantist. 2/1926, Arbeiter-Esperanto-Bund für das deutsche Sprachgebiet, Leipzig, S. 1.
- Esperanto und die deutsche Sprache. In: Der Arbeiter-Esperantist, Nr. 2/1927, S. 11–12 und 3/1927.
- Warum Spaltung im Arbeiter-Esperanto-Bund? In La Socialisto, 8/1930.
- Abrüstung und Esperanto. In: La Socialisto. Organo de Aŭstria Laborista Ligo Esperantista kaj de Socialista Esperanto-Asocio (Germanio), 4/1932, Wien, 1. April 1932, S. 1.
- Adolf Sproeck, Berlin (SAT-ano 866): Pri la organiza problemo. In La Socialisto 4/1932, S. 5.
- Metodoj de Esperanto-instruado. In La Socialisto, 8/1930.
- Ĉu kolektiva aliĝo al UEA?. In: Germana Esperanto-Revuo 5/1955.
- Eŭropa Ekonomia Komunumo. In: Norda Prismo 4/1958.
- Ĉu survoje al paradizo? (Aŭtomacio – robotoj). In: Norda Prismo 3/1959.
- MERKATA UNUIĜO DE EŬROPO Norda Prismo, 4/1960.
- EŬROPA EKONOMIO. In: Norda Prismo, 5–6/1961.
- Verdira Ekonomiisto. In: THE SOCIALIST LEADER, 24. März 1962, S. 6.

### Literarische Werke

#### Gedichte
- Revo (poemo). In: La Rondiranto Nr. 6, Januar 1917, S. 108.
- La meditema Bakisto (Originala poemo): Der Arbeiter-Esperantist 11/1921 Beilage.
- Rompitaj piceoj. In: Norda Prismo 4/1966.

#### Humoristisches
- La skurila libro. Torben Kehlet, Kopenhagen 1968. Titelzeichnung: Anna Bagger.
- Bedaŭrinda besto. In: Heroldo de Esperanto, Nr. 4 (1264) vom 1. März 1958.
- Samvortoj. In: Heroldo de Esperanto, Nr. 9 (1269) vom 1. Juni 1958.
- Feriaj tagoj. In: Heroldo de Esperanto, Nr. 13 (1291) vom 16. September 1959.
- Aventuro kun mevo. In: La Praktiko, Nr. 5 (355), Mai 1967.

### Herausgebertätigkeit
- La Rondiranto – Rondirantaj folioj da originalaj verkoj kaj tradukaĵoj de Ekzerca Rondo de la Laborista Esperanto-Unuiĝo Berlin (Herumgehende Blätter mit Originalwerken und Übersetzungen der Übungsrunde der Arbeiter-Esperanto-Vereinigung Berlin). Hefte 3–7 (Mai 1916–Mai 1917. Berlin).
- LEA-Kantaro. Kolekto de proletaj, batalaj, liberpensulaj kaj popolaj kantoj. Auswahl der Lieder und Vorwort: Adolf Sproeck, Laborista Esperanto-Asocio, 1. und 2. Auflage, Leipzig 1926, 3. überarbeitete Auflage, Berlin 1931, mit kleinen Abbildungen als Vignetten. Das KantarViki enthält alle Liedertexte dieser Sammlung in Esperanto mit Angabe der Komponisten, Autoren und Verfasser der Esperanto-Texte.[30]

### Übersetzungen

#### Lieder
- Tord Foleson. Norwegisches Lied von Per Sivle. In: Der Arbeiter-Esperantist 1/1922, Beilage, S. 69.
- La gaja kunulo (Eksonu la kanto, adiaŭ al). Oh, singt mir ein Lied. In: LEA-kantaro.
- Estis plena la ĉaret. (Estis plena mia ĉaro) Hab mein Wage voll geladen. In: LEA-kantaro.
- Mi vidis printempon (Mi vidis printempon la karan, salutis la verdon, la flor',). Ich habe den Frühling gesehen. In: LEA-kantaro.
- Tord Foleson (La tempo malnova kontraŭ nova en val'). Sie standen in Norwegs Feld. In LEA-kantaro.
- Ernst Toller: La Tago de la Proletariaro. Al memoro de Karl Liebknecht. Ĥora verko. In: Der Arbeiter-Esperantist 6/1926, S. 45–46.

#### Gedichte
- Heinrich Heine: Lotuso. (Die Lotosblume. Lyrisches Intermezzo. Buch der Lieder). In: Norda Prismo 1956/2,S. 65.[31]
- Friedrich Schiller: La divido de la tero. In: Norda Prismo 3/1963.
- J. W. v. Goethe: Ĥoro el Faust. Dua parto. In Norda Prismo 5–6/1963, S. 131.
- Matthias Claudius: Vesperkanto. In: Norda Prismo 2/1965.
- Robert T. Odeman, (=Martin Hoyer): Saĝa Ĝardenisto (Der kluge Gärtnersmann). In: La Praktiko. Nr. 11 (361), 31. Jahrgang, November 1967.[32]
- Robert T. Odeman: BURĜA DRAMETO. In: La Praktiko, April 1968.

#### Weiteres
- Bertolt Brecht: El la trigroŝa opero. La kanto pri la nesufiĉo de homa strebado. In: Norda Prismo 4/1966, S. 207.
- En tiuj sanktaj haloj. El „Sorĉfluto“ de Mozart. In: Norda Prismo 5–6/1960.

### Rezensionen
- Marjorie Boulton: Virino ĉe la landlimo. Drametoj kaj skeĉoj. Rezension. Heroldo de Esperanto 16. Januar 1960.
- UNUFINGRAJ MELODIOJ von William Auld. Rezension. Germana Esperanto-Revuo 8–9/1961.
- William Shakespeare: Otelo, la maŭro de Venecio. Rezension. In: Heroldo de Esperanto 1. November 1961.
- Jean Forge: La Verda Raketo. Rezension. In: Heroldo 16. Dezember 1961.
- LA PROFETO von Kahlil Gibran. Rezension. In: Germana Esperanto-Revuo 1/1963.
- EKZILO KAJ AZILO von Emba (Emeriko Branyai). Gedichtsammlung. Rezension. In: Germana Esperanto-Revuo 6/1963.
- LA NAUZO von Jean Paul Sartre. Rezension. In: Germana Esperanto-Revuo 12/1963.
- VIVO KAJ OPINIOJ DE MAJSTRO M’SAUD von Jean Ribillad. Rezension. In: Deutsche Esperanto-Revuo 2/1964.
- Originala Esperanta Novelaro Rezension zu 33 RAKONTOJ: LA ESPERANTA NOVELARTO. Redaktion: Reto Rossetti und Ferenc Szilágyi. In: Germana Esperanto-Revuo 12/1964.
- Internacia klasika verko en Esperanto. Rezension zu Hamleto von William Shekespeare, Übersetzung Ludwig Zamenhof. In: Germana Esperanto-Revuo, 1/1965.
- Pledo por severa vegetarismo. Rezension zu NATURA NUTRADO von Ole Ramby. In: Germana Esperanto-Revuo 4/1967.
- Lasta verko de nia majstra poeto. Rezension zu ĈIELARKO von Julio Baghy. In: Germana Esperanto-Revuo, Juni 1967.
- Tenera Amo sub nazia teroro. Rezension zu ROMEO; JULIETA KAJ LA TENEBRO von Jan Olĉenáŝek. In: Germana Esperanto-Revuo, Aug.–Sept. 1967.
- Miyamoto debutas kiel prozisto. Rezension zu PRI ARTO KAJ MORTO von Miyamoto Masao. In: Germana Esperanto-Revuo, 11/1967.
- Malgajo. Rezension zu FAJRO SUR MIA LANGO von Edwin de Kock, In: Germana Esperanto-Revuo, Februar 1968.
- Klasika lingvo. Rezension zu Marta von Eliza Orzeszko, Übersetzung Ludoviko Zamenhof. In: Germana Esperanto-Revuo, Juli 1968.
- Amindaj poemoj. Rezension zu Norda Naturo von Hilda Dresen, In: Germana Esperanto-Revuo, März 1969.
- Eleganta traduko. Rezension zu SOMERMEZNOKTA SONĜO von William Shakespeare, Übersetzung Kalman Kalocsay. In Germana Esperanto-Revuo, Mai 1969.
- Satiraj anekdotoj. Rezension zu La necenzurita humoro. In: Germana Esperanto-Revuo, Juni 1969.
- Nova rakonta talento. Rezension zu NI, HOMOJ von Zora Heide. In: Germana Esperanto-Revuo 5/1970, S. 56.
- Diversaj temoj. Daŭrigo de bona tradicio en nova vesto. Über die Sennacieca Revuo 1970. In: Germana Esperanto-Revuo, 10/1970. S. 103.
- Aŭtoro nekonata. Rezension zu LEĜOJ DE LA HOMA SOCIO; Übersetzung aus dem Serbokroatischen, In: Germana Esperanto-Revuo, 10/1970. S. 103.

### Sproeck über sein literarisches Schaffen
- El laborejo de poeto. Kvin variantoj de poemo. In: Germana Esperanto-Revuo, Februar 1969.
- El laborejo de poeto. Ĉu traduki aŭ mem verki originale. In: Germana Esperanto-Revuo, 7–8/1970. S. 78.
- Wilhelm Busch en Esperanto. In Germana Esperanto-Revuo, Mai 1969.

### Weiteres
Norda Prismo en la dekan jaron. In: Germana Esperanto-Revuo 1/1964. (Über die Esperanto-Literaturzeitschrift Norda Prismo und den Redakteur Ferenc Szilágyi).